# スエズ県
スエズ県（スエズけん、アラビア語: محافظة السويس）は、エジプトのムハーファザ（県）の一つ。県庁所在地はスエズ。

## 概要
ナイル川デルタ地帯の東側、スエズ湾の北側に位置している。El-Sokhna、Tewfiq port、Adabeya port、Petrol basin port、El-Atka fishingの5つの港があり、輸出入専用、石油タンクのコンテナ用、石油精製用の3種類に港は分類される。

## 隣接する県
- イスマイリア県
- 北シナイ県
- 南シナイ県
- 紅海県
- ベニ・スエフ県
- ギーザ県
- カイロ県
- シャルキーヤ県